# صلاح فكرون
صلاح الدين أحمد فرج فكرون ( مواليد 8 فبراير 1999) المعروف بإسم صلاح فكرون، هو لاعب كرة قدم ليبي يلعب بمركز الدفاع في الدوري الليبي الممتاز مع نادي النصر، ومع منتخب ليبيا لكرة القدم. 